# عندما زرت القدر
عندما زرت القدر هو ديوان الشعر الأول للشاعر السوري عمر حكمت الخولي، صدر في نيسان/إبريل عام 2009م عن دار «اكتب» للنشر في جمهورية مصر العربية.
الديوان يتألف من 25 قصيدة شعرية تنوعت في مواضيعها وأفكارها، ومثّلت كما قال الشاعر: «بطاقة التعريف الأولى الخاصة بي، أراه حلقة الوصول إلى القراء».
تحدث عن الديوان وقصائده العديد من الشعراء والنقاد، وأثارت بعض قصائده ضجة مثل قصيدة «جدتي» التي حازت على امتياز في جائزة كاستلو دي دوينو العالمية للشعر.